# Dysallacta megalopa
Dysallacta megalopa is een vlinder uit de familie van de grasmotten (Crambidae), uit de onderfamilie van de Spilomelinae. De wetenschappelijke naam van deze soort is voor het eerst voorgesteld als Glyphodes megalopa door Edward Meyrick in een publicatie uit 1889.

## Kenmerken
De vlinders hebben een opvallende donkere oogvlek met een oranje rand op de voorvleugels. De spanwijdte bedraagt ongeveer 2,5 centimeter.

## Verspreiding
De soort komt voor in Papoea-Nieuw-Guinea en Australië (Queensland).